# Neujahrsspringen
| Ort (Datum)                                           | Schanze                    | Schanzenrekord (Jahr)           |
| ----------------------------------------------------- | -------------------------- | ------------------------------- |
| Oberstdorf (29. oder 30. Dezember)                    | Schattenbergschanze        | Sigurd Pettersen 143,5 m (2003) |
| Garmisch-Partenkirchen (1. Januar; Neujahrsspringen)  | Große Olympiaschanze       | Michael Hayböck 145,0 m (2025)  |
| Innsbruck (3. oder 4. Januar)                         | Bergiselschanze            | Michael Hayböck 138,0 m (2015)  |
| Bischofshofen (6. oder 7. Januar; Dreikönigsspringen) | Paul-Außerleitner- Schanze | Dawid Kubacki 145,0 m (2019)    |

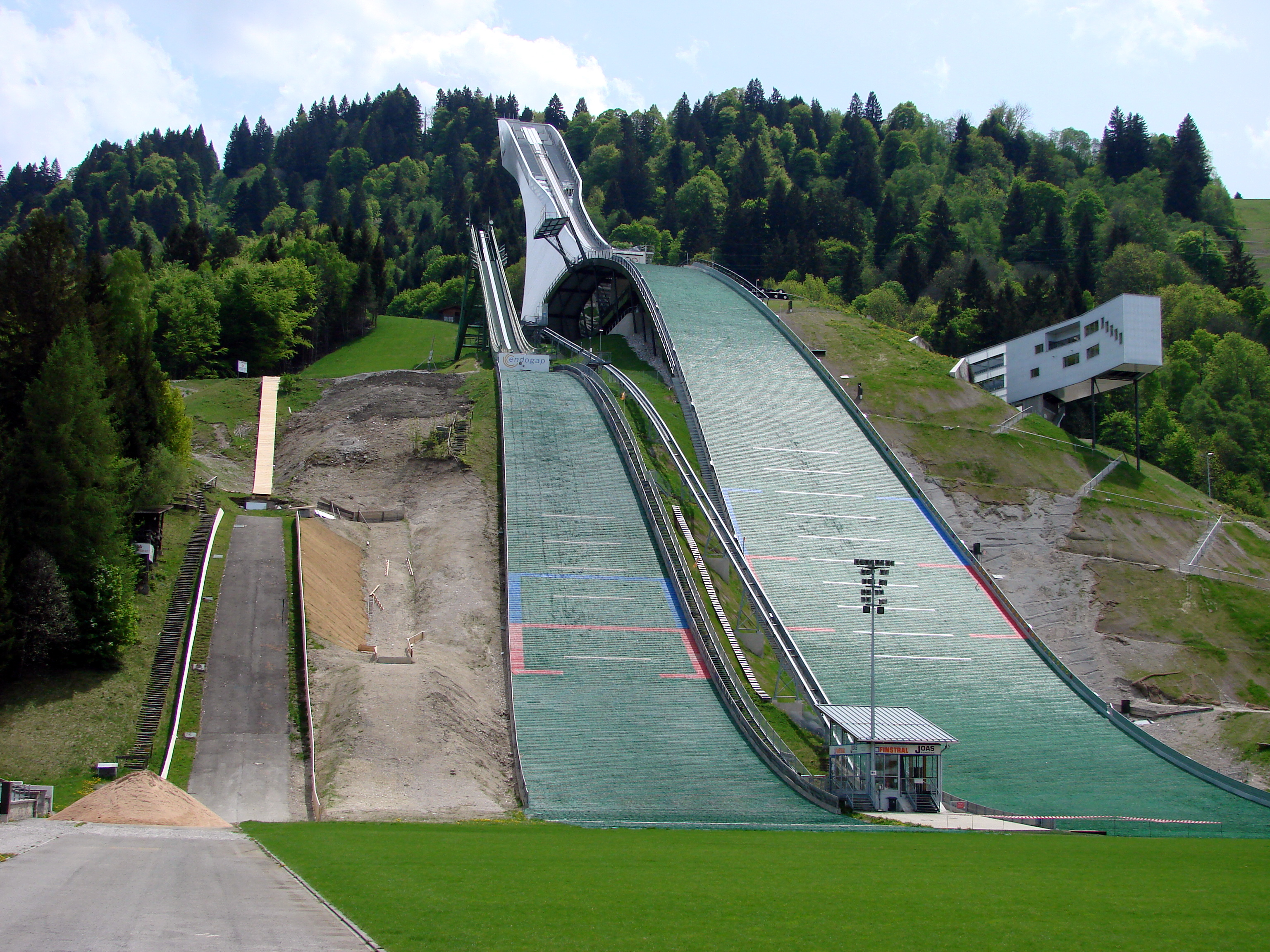
Die Olympiaschanze in Garmisch-Partenkirchen im Mai

Das Neujahrsspringen ist eine Skisprung-Weltcup-Veranstaltung. Sie findet traditionell am Neujahrstag in Garmisch-Partenkirchen statt und ist das zweite Springen der jährlich ausgetragenen Vierschanzentournee. Das Springen findet auf der Olympia-Schanze statt. Der aktuelle Schanzenrekord von 145 m wurde 2025 von Michael Hayböck aufgestellt. Das erste Neujahrsskispringen fand am 1. Januar 1922 statt. Es ist bislang nur in den Kriegsjahren 1942 bis 1945 ausgefallen.

## Sieger
| - 2025 Daniel Tschofenig - 2024 Anze Lanisek - 2023 Halvor Egner Granerud - 2022 Ryōyū Kobayashi - 2021 Dawid Kubacki - 2020 Marius Lindvik - 2019 Ryōyū Kobayashi - 2018 Kamil Stoch - 2017 Daniel-André Tande - 2016 Peter Prevc - 2015 Anders Jacobsen - 2014 Thomas Diethart - 2013 Anders Jacobsen - 2012 Gregor Schlierenzauer - 2011 Simon Ammann - 2010 Gregor Schlierenzauer - 2009 Wolfgang Loitzl - 2008 Gregor Schlierenzauer - 2007 Andreas Küttel - 2006 Jakub Janda - 2005 Janne Ahonen - 2004 Sigurd Pettersen - 2003 Primož Peterka - 2002 Sven Hannawald - 2001 Noriaki Kasai - 2000 Andreas Widhölzl - 1999 Martin Schmitt - 1998 Kazuyoshi Funaki - 1997 Primož Peterka - 1996 Reinhard Schwarzenberger - 1995 Janne Ahonen - 1994 Espen Bredesen - 1993 Noriaki Kasai - 1992 Andreas Felder | - 1991 Andreas Felder und Jens Weißflog - 1990 Jens Weißflog - 1989 Matti Nykänen - 1988 Matti Nykänen - 1987 Andreas Bauer - 1986 Pavel Ploc - 1985 Jens Weißflog - 1984 Jens Weißflog - 1983 Armin Kogler - 1982 Roger Ruud - 1981 Horst Bulau - 1980 Hubert Neuper - 1979 Josef Samek - 1978 Jochen Danneberg - 1977 Jochen Danneberg - 1976 Toni Innauer - 1975 Karl Schnabl - 1974 Walter Steiner - 1973 Rainer Schmidt - 1972 Yukio Kasaya - 1971 Ingolf Mork - 1970 Jiří Raška - 1969 Bjørn Wirkola - 1968 Bjørn Wirkola - 1967 Bjørn Wirkola - 1966 Paavo Lukkariniemi - 1965 Erkki Pukka - 1964 Veikko Kankkonen - 1963 Toralf Engan - 1962 Georg Thoma - 1961 Koba Zakadse - 1960 Max Bolkart - 1959 Helmut Recknagel - 1958 Willi Egger | - 1957 Nikolai Kamenski - 1956 Hemmo Silvennoinen - 1955 Aulis Kallakorpi - 1954 Olaf B. Bjørnstad - 1953 Asgeir Dølplads - 1952 Josef Kleisl - 1951 Sepp Weiler - 1950 Xaver Diener - 1949 Sepp Weiler - 1948 Sepp Weiler - 1947 Sepp Weiler - 1946 Toni Eisgruber - 1942–45 nicht ausgetragen - 1941 Konrad Riedl - 1940 Toni Eisgruber - 1939 Josef Bradl - 1938 Josef Bradl - 1937 Randmod Sörensen - 1936 Birger Ruud - 1935 Birger Ruud - 1934 Franz Mächler - 1933 Toni Eisgruber - 1932 Mathias Wörndle - 1931 Hellmut Lantschner - 1930 Josef Gumpold - 1929 Mathias Wörndle - 1928 Martin Neuner - 1927 Martin Neuner - 1926 Martin Neuner - 1925 Martin Neuner - 1924 Martin Neuner - 1923 Karl Hailer - 1922 Jakob Vaage |